# Куадрі
Куадрі (італ. Quadri) — муніципалітет в Італії, у регіоні Абруццо,  провінція К'єті.
Куадрі розташоване на відстані близько 150 км на схід від Рима, 90 км на південний схід від Л'Аквіли, 50 км на південь від К'єті.
Населення — 832 особи (2014).

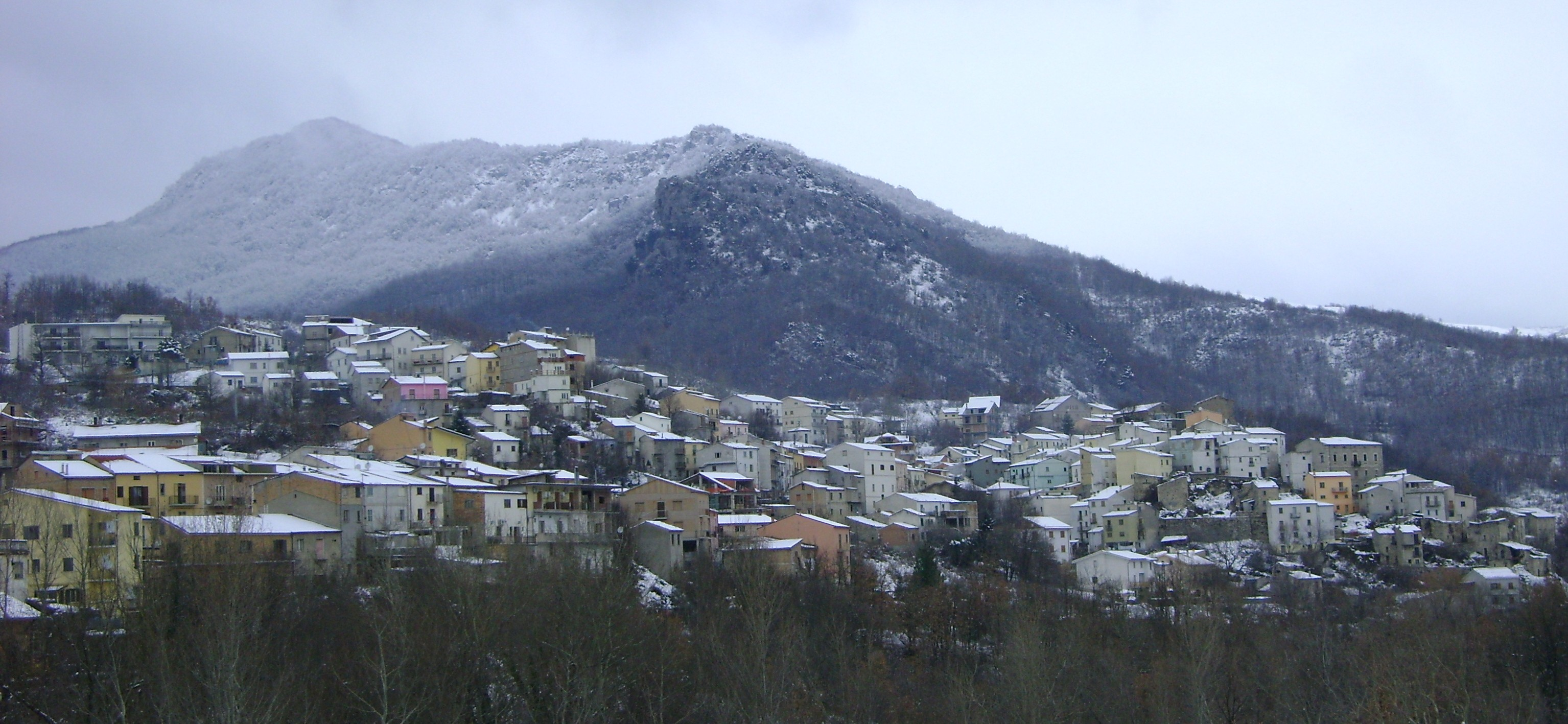

Щорічний фестиваль відбувається 20 січня. Покровитель — San Sebastiano.

## Демографія
Населення за роками:

Станом на 1 січня 2023 року в муніципалітеті офіційно проживало 15 іноземців з 2 країн, серед них 15 громадян країн Євросоюзу.

## Сусідні муніципалітети
- Боррелло
- Чивіталупарелла
- Піццоферрато
- Сант'Анджело-дель-Песко